# Utah Mammoth
Utah Mammoth – amerykański klub hokeja na lodzie z siedzibą w Salt Lake City (Utah).

## Historia
Do ligi drużyna została przyjęta po tym jak zakończono działalność Arizona Coyotes. W czerwcu 2024 ogłoszono, że klub został dopuszczony do sezonu NHL (2024/2025), przedstawiono barwy zespołu i zapowiedziano głosowanie nad przydomkiem. 7 maja 2025 ogłoszono wybraną w głosowaniu nazwę klubu Utah Mammoth.